# Chaillevette
Chaillevette ist eine südwestfranzösische Gemeinde mit 1652 Einwohnern (Stand 1. Januar 2022) im Département Charente-Maritime in der Region Nouvelle-Aquitaine.

## Lage
Chaillevette liegt am von Kanälen durchzogenen Südufer der Seudre auf der zwischen der Gironde und der Seudre gelegenen Halbinsel Arvert, die zur historischen Kulturlandschaft der Saintonge gehört, die ihrerseits wiederum ein Bestandteil der Landschaft der Charente ist. Die nächstgrößere Stadt ist Royan (etwa 15 Kilometer Fahrtstrecke südlich). 

## Bevölkerungsentwicklung
| Jahr      | 1962 | 1968 | 1975 | 1982 | 1990 | 1999 | 2008 | 2016 | 2019 |
| Einwohner | 1120 | 1073 | 1011 | 1019 | 1031 | 1081 | 1358 | 1542 | 1610 |

Im 19. Jahrhundert hatte der Ort beständig zwischen 920 und 1180 Einwohner. Infolge der Mechanisierung der Landwirtschaft ist die Bevölkerungszahl in der ersten Hälfte des 20. Jahrhunderts deutlich zurückgegangen.

## Wirtschaft
Seit Jahrhunderten spielen Landwirtschaft und Fischfang die dominierenden Rollen im Wirtschaftsleben der Gemeinde. Diese gehört zu den Bons Bois des Weinbaugebiets Cognac, doch wegen der Absatzkrise bei teuren Weinbränden wird kaum noch Wein angebaut. Viele Bauern sind zur 'normalen' Landwirtschaft zurückgekehrt. Als weitere Erwerbsquelle hat sich die Austernzucht etabliert.
Seit den 1960er Jahren spielt der Tourismus eine nicht unbedeutende Rolle im Wirtschaftsleben des Ortes.

## Geschichte

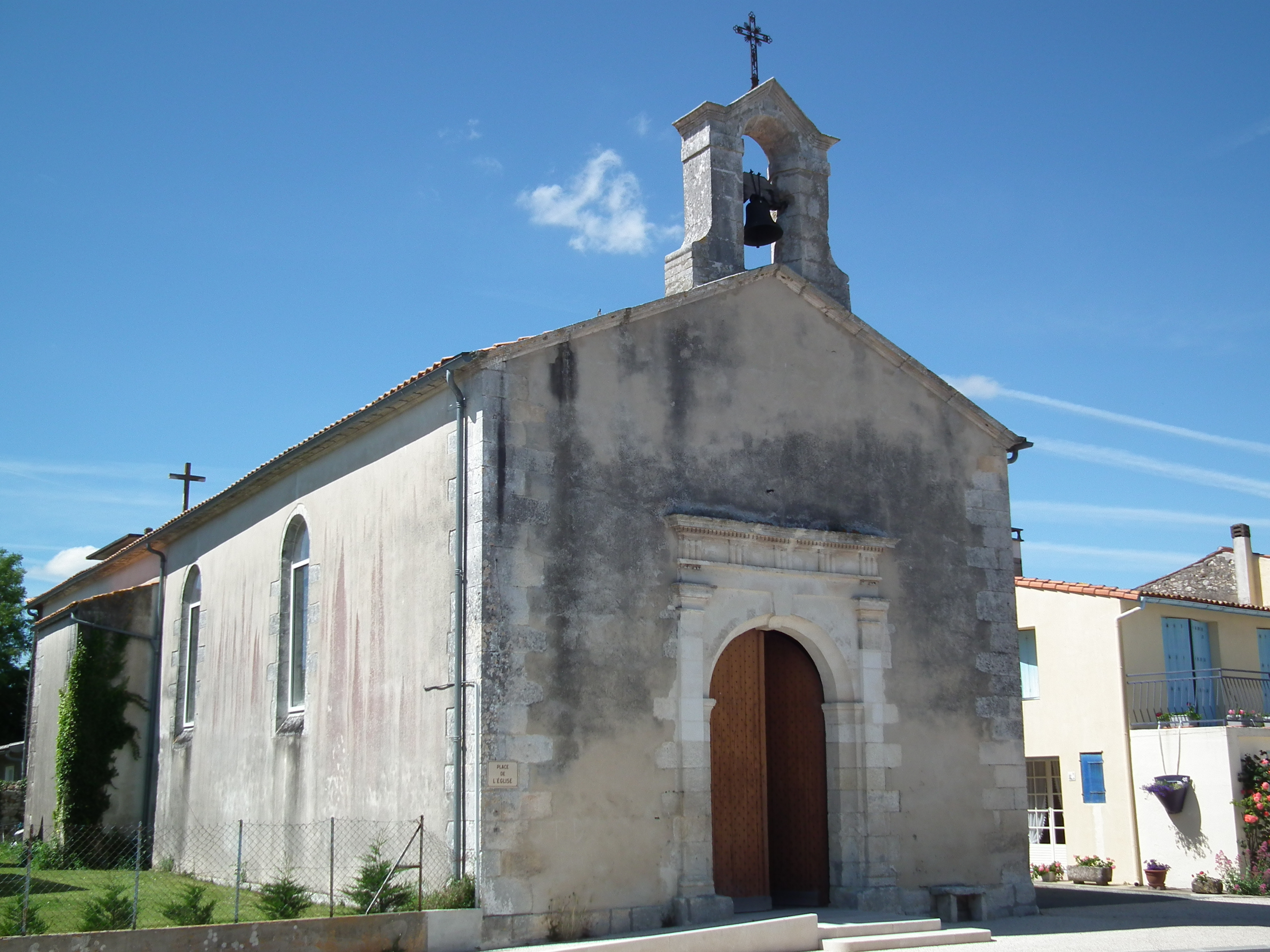
Église Saint-Pierre

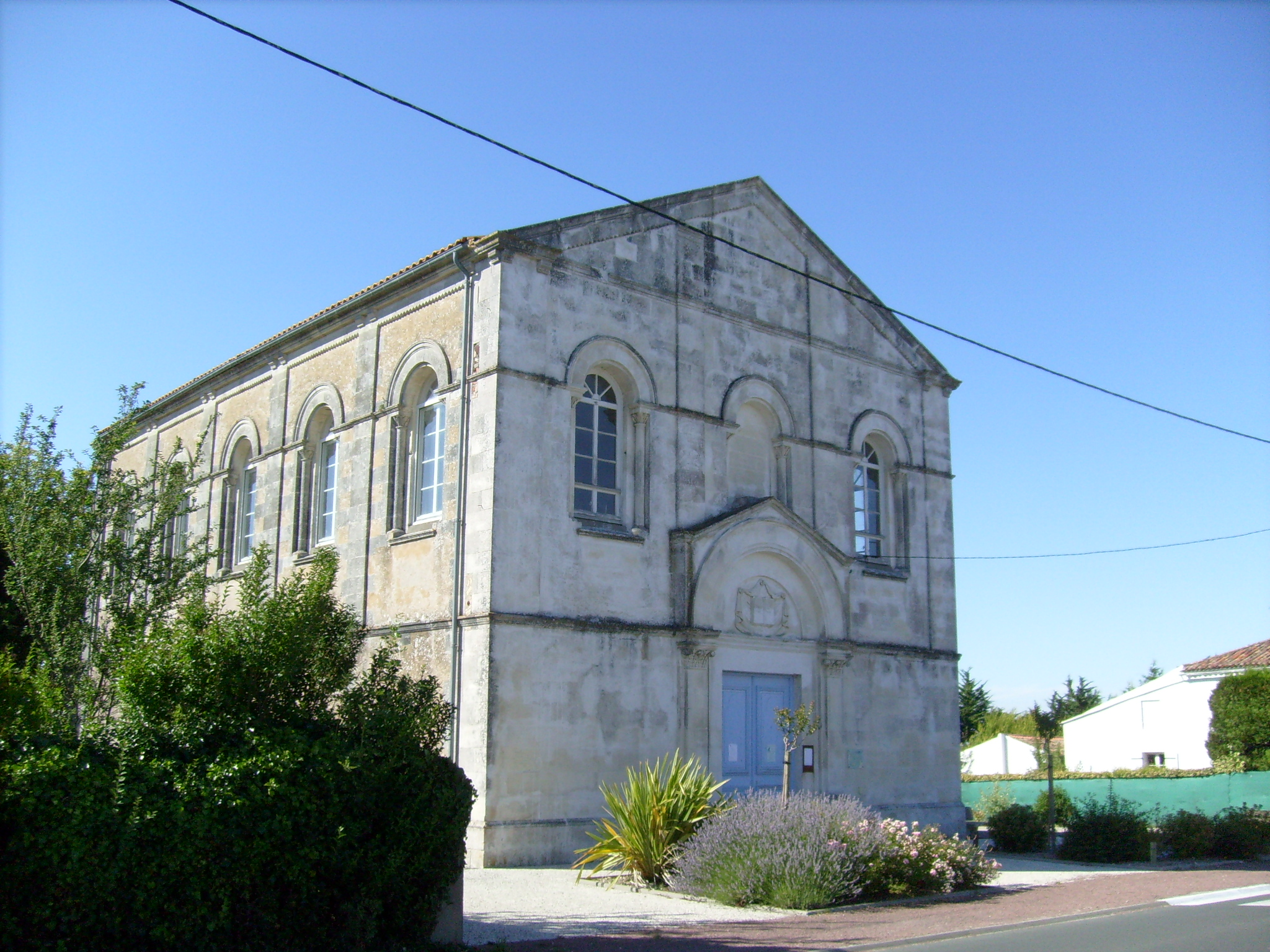
Temple

Auf dem Gemeindegebiet wurden prähistorische und gallo-römische Funde gemacht; ehemals gab es auf dem Gemeindegebiet zwei Großsteingräber (dolmen), von denen nur noch spärliche Überreste existieren. Chaillevette überstand – anders als der Nachbarort Arvert – den Hundertjährigen Krieg (1337–1453) und die Hugenottenkriege (1562–1598), die mit dem Edikt von Nantes zu Ende gingen, weitgehend unbeschadet. Durch das Edikt von Fontainebleau (1685) wurde der protestantische Glaube, dem im Westen Frankreichs in manchen Gemeinden mehr als zwei Drittel der Bevölkerung anhingen, erneut drangsaliert. Er lebte jedoch im Untergrund weiter – die Gläubigen trafen sich insgeheim in den Dünen oder in Scheunen; man sprach von einer ‚Kirche in der Wüste‘ (Église du Desert). Erst mit dem in religiösen Dingen toleranten Marschall und Gouverneur Jean Charles de Saint-Nectaire besserte sich auf der Halbinsel Arvert die Situation für die Protestanten in der Mitte des 18. Jahrhunderts wieder.

## Sehenswürdigkeiten
Siehe auch: Liste der Monuments historiques in Chaillevette
- Die katholische Pfarrkirche Saint-Pierre ist ein schlichter Bau vom Ende des 18. Jahrhunderts. Eine in der Nähe stehende romanische Kirche wurde wegen Baufälligkeit abgerissen. Die schmucklose Westfassade hat ein klassizistisches Portal mit einem Metopen-Triglyphenfries. Im einschiffigen Innern ist bei Restaurierungsarbeiten der Putz von den Wänden abgeschlagen worden, so dass – ähnlich wie bei den Kirchen von Arvert und Les Mathes – das Bruchsteinmauerwerk sichtbar wird; es bildet einen reizvollen Kontrast zum tiefhängenden verputzten Stuckgewölbe, das auf eine hölzerne Bretterverschalung aufgetragen wurde.
- Das protestantische Gotteshaus (temple) steht am Ortsrand. Das 'Erdgeschoss' des optisch zweigeschossigen Bauwerks ist ungegliedert und schmucklos; im 'Obergeschoss', welches nochmals durch ein umlaufendes Gesims unterteilt ist, reihen sich etwa ein Dutzend Fenster aneinander, die jeweils von Lisenen getrennt sind. Oberhalb des Portals findet sich – als einziger Bauschmuck – ein ausgebreitetes Tuch mit einem aufgeschlagenen Buch und den Worten Le Christ est ma vie.

## Partnergemeinden
- Reuilly, Département Indre (Frankreich)